# Ebalo I di Challant
Ebalo I di Challant (... – Challant, 1323), detto anche Ebalo Magno, (in francese, Ébal Ier de Challant o Ébal le grand) fu un nobile valdostano della famiglia Challant. Fu, tra le altre cariche, Visconte di Aosta, titolo che significava l'amministrazione della contea di Aosta per conto della famiglia Savoia.

## Biografia
Figlio di Gotofredo I di Challant Visconte di Aosta e di Beatrice di Ginevra, ereditò dal padre e dallo zio paterno Aimone III la viscontea di Aosta e i feudi di Challant, Graines, Ussel, Fénis e Saint-Marcel.
Sposò in prime nozze Alasia di Monjovet, figlia di Filippo di Montjovet, dalla quale ebbe in dote i feudi di Chenal, Saint-Vincent e parte di Montjovet, e in seconde nozze Caterina di Clermont.
Ebbe cinque figli maschi, Godofredo II, Pietro, Giacomo, Bonifacio e Giovanni, e diverse figlie femmine.
Nel 1295 rinunciò al titolo di Visconte di Aosta, che tornò così direttamente ai Savoia, ricevendo in cambio le terre mancanti del feudo di Montjovet.
Alla sua morte nel 1323 seguì una disputa di famiglia tra i suoi eredi. Nel suo testamento infatti Ebalo divideva i suoi beni tra i figli Pietro, Giacomo, Bonifacio e Giovanni e i due nipoti Ebalo II e Aimone, figli del suo primogenito Gotofredo morto alcuni anni prima.
La disputa durò per anni, finché nel 1337 i quattro figli di Ebalo concedettero ai nipoti i feudi di Fenis (che andò ad Aimone) e di Ussel e Saint-Marcel (che andarono ad Ebalo II) .